# 極限芸術
極限芸術（きょくげんげいじゅつ）は、日本で行われている展覧会、およびこの展覧会に関する書籍のタイトル。

## 概要
2013年の4月から7月にかけて広島県で実施された。死刑囚による美術作品を展示するというイベント。和歌山毒物カレー事件や土浦連続殺傷事件などの犯人の作品が約300点ほど展示される。期間中にはトークイベントも実施され、都築響一、北川フラム、茂木健一郎なども出演した。
2016年の4月から8月にかけて広島県で極限芸術2が実施される。和歌山毒物カレー事件や大牟田4人殺害事件などの犯人の作品が展示される。期間中には都築響一によるトークイベントが実施された。
2017年5月には『極限芸術 〜死刑囚は描く〜』という書籍が出版される。著者は櫛野展正。内容は日本初の死刑囚の作品集。42人の死刑囚の作品が収録されている。
2017年7月から9月にかけては、東京都渋谷区で極限芸術が実施される。和歌山毒物カレー事件や大牟田4人殺害事件などの犯人の作品が展示される。期間中には都築響一と櫛野展正によるトークイベントが実施される。